# Wolfstrang
De Wolfstrang is een beek in de Duitse deelstaat Noordrijn-Westfalen.
De Wolfstrang begint ten zuidoosten van Mehrhoog in het Diersfordter Wald. Bij Isselburg mondt de Wolfstrang uit in de Klev'sche Landwehr, die nabij Kasteel Anholt uitmondt in de Oude IJssel (Duits: Issel).